# İmam bayıldı

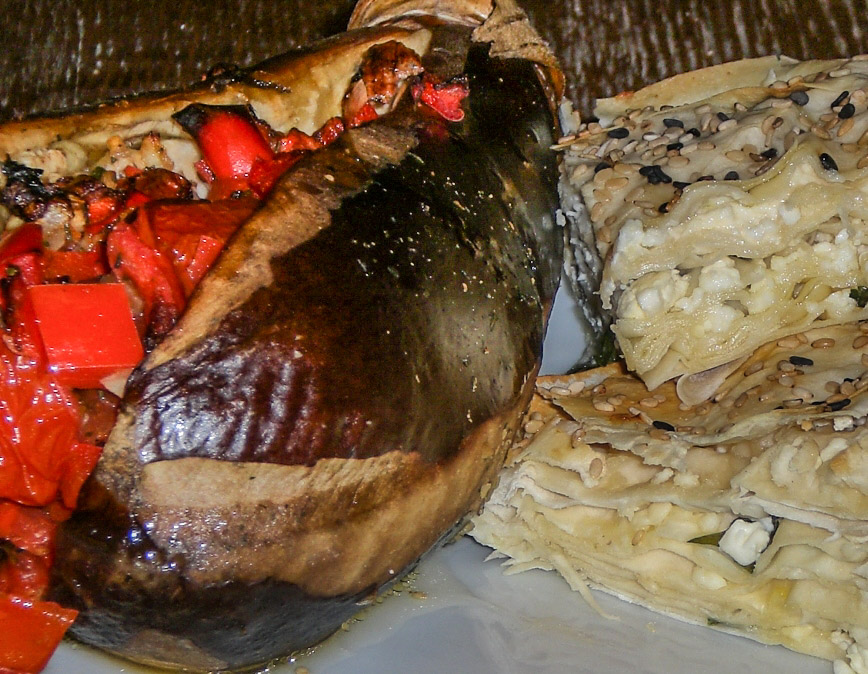
İmam bayıldı et börek.

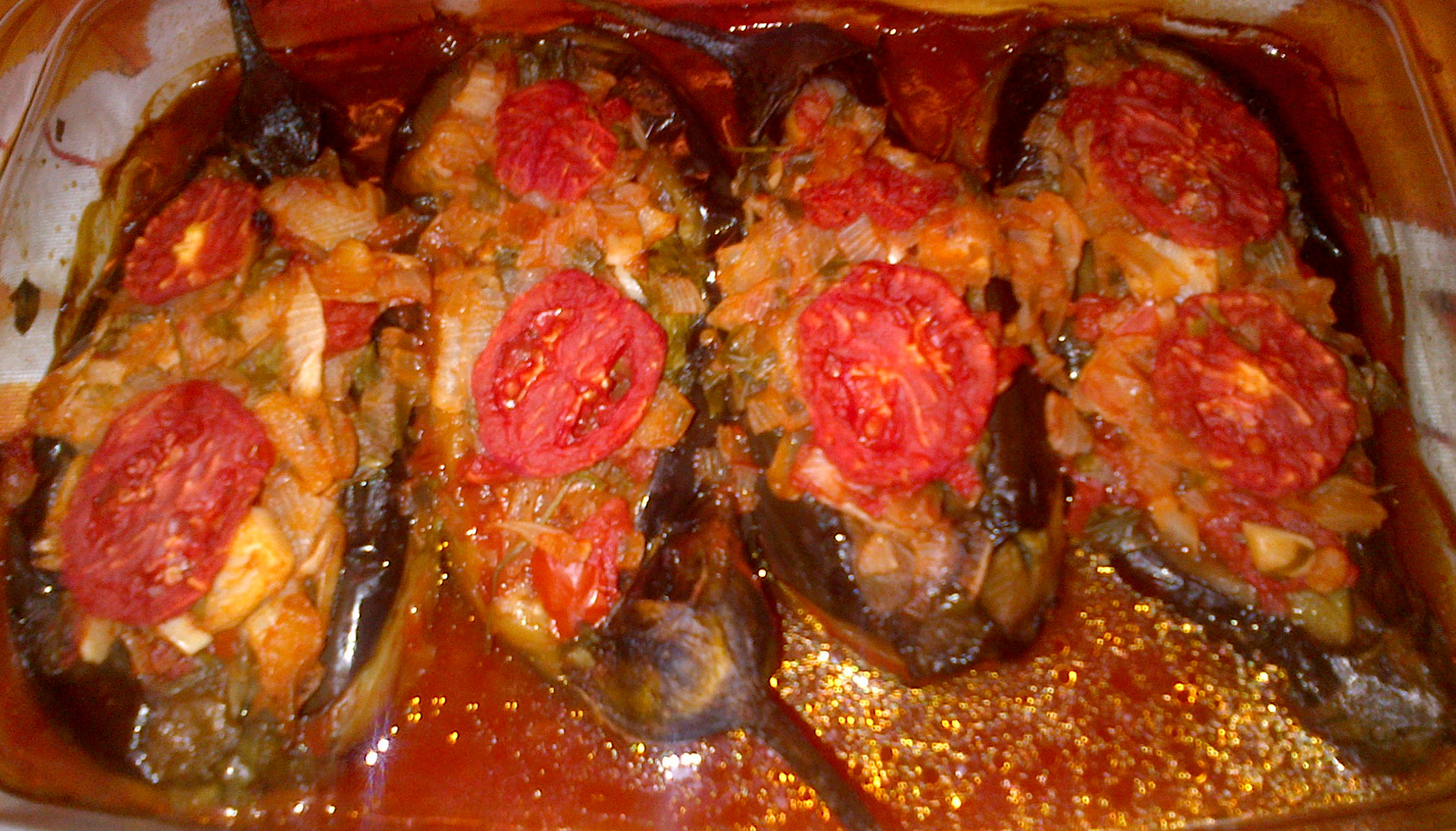
İmam bayıldı

L'imam bayıldı ou imal bayildi (en turc : « l'imam s'est évanoui ») est un mets originaire de Turquie et populaire également dans les pays voisins (Grèce, Albanie, Bulgarie…), ainsi que dans le monde arabe et Israël.

## Recette
Il est composé d'aubergines braisées ou frites et farcies avec des oignons, de l'ail, des tomates, des poivrons verts et épices, le tout cuit dans de l'huile d'olive, et le plus souvent passé au four. Le plat peut être servi avec du riz ou d'autres plats d'accompagnement (yaourt) ou tout simplement avec du pain traditionnel arménien.

## Légende
Selon la tradition, le nom du mets viendrait de l'histoire d'un imam qui se serait évanoui et serait tombé de son minaret en sentant, d'en haut, les odeurs de ce plat réputé exquis.

## İmam bayıldıdans la culture
- L'imam bayıldı est évoqué dans le deuxième tome de la bande dessinée De cape et de crocs, Pavillon noir ! Le janissaire Kader y prépare ce plat dans la cambuse du navire pirate.
- Imam baildi[2] est aussi le nom d'un groupe de musique grec qui remixe des chansons de Grèce et des Balkans des années 1950 sur des rythmes modernes.

On peut également découvrir ce plat dans un film d'Henri Verneuil, avec Jean-Paul Belmondo et Omar Sharif, intitulé Le Casse.